# Caroline Mathilde af Slesvig-Holsten-Sønderborg-Glücksborg
Prinsesse Caroline Mathilde til Slesvig-Holsten-Sønderborg-Glücksborg (Viktoria-Irene Adelheid Auguste Alberta Feodora Karoline Mathilde; født 11. maj 1894, Grønholt, død 28. januar 1972, Salzburg) var en tysk prinsesse af Slesvig-Holsten-Sønderborg-Glücksborg.
Hun var det sjette barn af hertug Frederik Ferdinand af Slesvig-Holsten-Sønderborg-Glücksborg og Caroline Mathilde af Slesvig-Holsten-Sønderborg-Augustenborg.
Hun giftede sig den 27. maj 1920 på Glücksborg Slot med Grev Hans af Solms-Baruth, der var en yngre søn af Frederik 2., fyrste til det lille mediatiserede tyske fyrstendømme Solms-Baruth og Grevinde Louise af Hochberg. I ægteskabet mellem Caroline Mathilde og Hans blev der født tre børn.
Caroline Mathilde døde den 9. oktober 1971 i Salzburg i Østrig.

## Eksterne links
- Hans den Yngres efterkommere